# Hemicythere truitti
Hemicythere truitti är en kräftdjursart. Hemicythere truitti ingår i släktet Hemicythere och familjen Hemicytheridae. Inga underarter finns listade i Catalogue of Life.